# Manuel Saturnino da Costa
Manuel Saturnino da Costa (* 1942; † 10. März 2021) war von 1994 bis 1997 Premierminister von Guinea-Bissau.

## Politische Laufbahn
Er trat der Unabhängigkeitsbewegung und späteren Einheitspartei Partido Africano da Indepencia da Guinea e Cabo Verde (PAIGC) bei, die bis 1974 einen Guerillakrieg gegen Portugal führte. Während der Präsidentschaft von João Bernardo Vieira, der 1980 durch einen Putsch an die Macht gekommen war, wurde er Generalsekretär der PAIGC.
Bei den ersten freien Parlamentswahlen im Juli 1994 siegte die PAIGC und er wurde am 26. Oktober 1994 Premierminister. Ein wichtiges Ereignis seiner Amtszeit war der Beitritt zur Westafrikanischen Wirtschafts- und Währungsunion und die Ersetzung der bisherigen Währung Guinea Peso durch den CFA-Franc am 2. Mai 1997. Nach seiner Entlassung durch Präsident Vieira am 26. Mai 1997 wurde sein Vorgänger Carlos Correia Anfang Juni 1997 sein Nachfolger im Amt.